# 昂什
昂什（法語：Hanches，法語發音：[ɑ̃ʃ] ⓘ）是法国厄尔-卢瓦省的一个市镇，位于该省东部，属于沙特尔区。

## 地理
昂什（48°36'9"N, 1°38'49"E）面积16.04 平方千米，位于法国中央-卢瓦尔河谷大区厄尔-卢瓦省，该省份为法国北部内陆省份，北起顺时针与厄尔省、伊夫林省、埃松省、卢瓦雷省、卢瓦-谢尔省、萨尔特省和奧恩省接壤。
与昂什接壤的市镇（或旧市镇、城区）包括：赖泽。

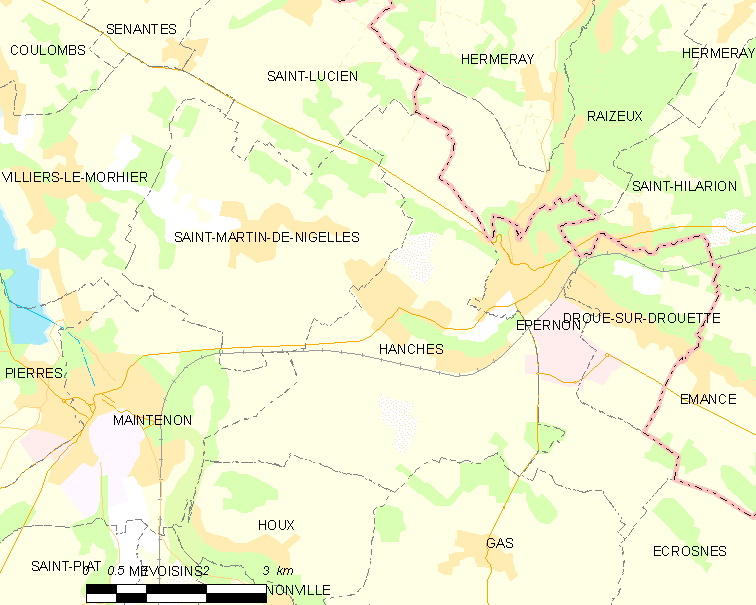
昂什的OSM定位图

昂什的时区为UTC+01:00、UTC+02:00（夏令时）。

## 行政
昂什的邮政编码为28130，INSEE市镇编码为28191。

## 政治
昂什所属的省级选区为埃佩尔农县。

## 人口

1962-2008年间昂什人口变化图示

昂什于2022年1月1日时的人口数量为2710人。